# Sos (artista)
Sos (en llatí Sosus, en grec antic Σῶσος) fou un orfebre i medallista grec.
Va ser l'autor de diverses medalles i probablement altres treballs artístics amb metalls nobles: el seu nom apareix en una gerra amb la imatge d'Histiea, una heroïna pròpia de l'illa d'Eubea. Apareix el seu nom tanmateix en medalles, i és de les poques mencions d'un artista que es coneixen en aquest tipus de suport.